# The Anchorage (Fife)
The Anchorage ist ein Wohngebäude in der schottischen Kleinstadt Kirkcaldy in der Council Area Fife. 1971 wurde das Bauwerk als Einzeldenkmal in die schottischen Denkmallisten in der höchsten Denkmalkategorie A aufgenommen.

## Beschreibung
Auf einem Türsturz ist die Jahresangabe 1582 verzeichnet, welche plausibel als Baujahr interpretiert werden kann. Anhand von Gemälden und Stichen kann gezeigt werden, dass The Anchorage innerhalb der Jahrhunderte mehrfach überarbeitet wurde. So wurden unter anderem Fenster und Türen hinzugefügt. Im Jahre 1965 wurde das Gebäude restauriert.
The Anchorage steht an der Shore Road oberhalb einer Bucht am Firth of Forth in der ehemals eigenständigen Gemeinde Dysart, die mittlerweile zu Kirkcaldy gehört. Westlich schließt sich die St Serf’s Kirk an. Das zwei- bis dreigeschossige Gebäude wurde in den Hang gebaut. Es weist einen L-förmigen Grundriss auf. Sein Mauerwerk ist mit Harl verputzt. Wenige der vornehmlich zwölfteiligen Sprossenfenster entlang der unsymmetrisch aufgebauten Fassaden sind bekrönt. Ein Kreuzgiebel zeigt ein Seilornament mit aufrechtstehendem Anker. Die abschließenden Satteldächer sind mit grauem Schiefer eingedeckt. Ihre Giebel sind als schlichte Staffelgiebel gestaltet.